# Orde van de Rokel
De Orde van de Rokel (Engels: "Order of the Rokel") is een in 1973 ingestelde ridderorde van Sierra Leone. De orde heeft vier graden.
De Rokel of Seli is een grote rivier die bij Freetown in de Atlantische Oceaan uitmondt.
De graden
- Grootcommandeur, in feite een Grootkruis
- Commandeur
- Officier
- LId

Het achtpuntige en stervormige gouden kleinood draagt een door een groene lauwerkrans omringd zilverwit medaillon waarop een kaart van Sierra Leone is gelegd. Op die groene kaart is de loop van de rivier aangegeven en staat het woord "Rokel".
De gouden ster van de orde is opengewerkt. Het medaillon ligt op een achtpuntige ster die op zijn beurt op een ring met zestien bloemen ligt.
Het lint van de orde is rood met een blauwe bies.